# Gustava Aloisia Gorton
Gustava Aloisia Gorton (* 14. März 1863 in Treibach; † 17. Juni 1920 in Straßburg, Kärnten), geborene Gräfin von Egger, war eine österreichische Adelige und Herrschaftsbesitzerin zu Rottenstein.

## Leben

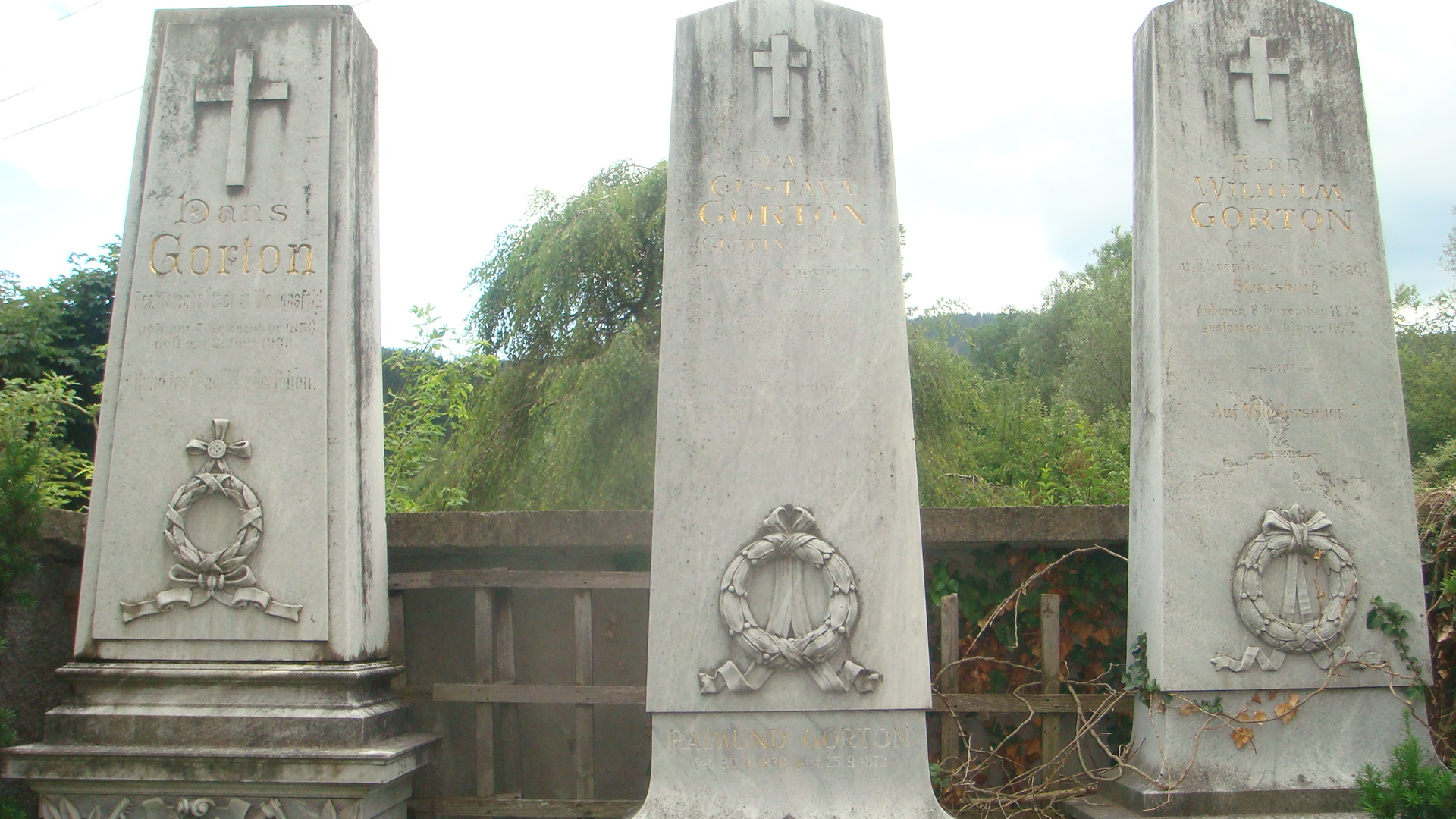
Grabobelisken von Gustava, Johann und Wilhelm Gorton in Weitensfeld im Gurktal

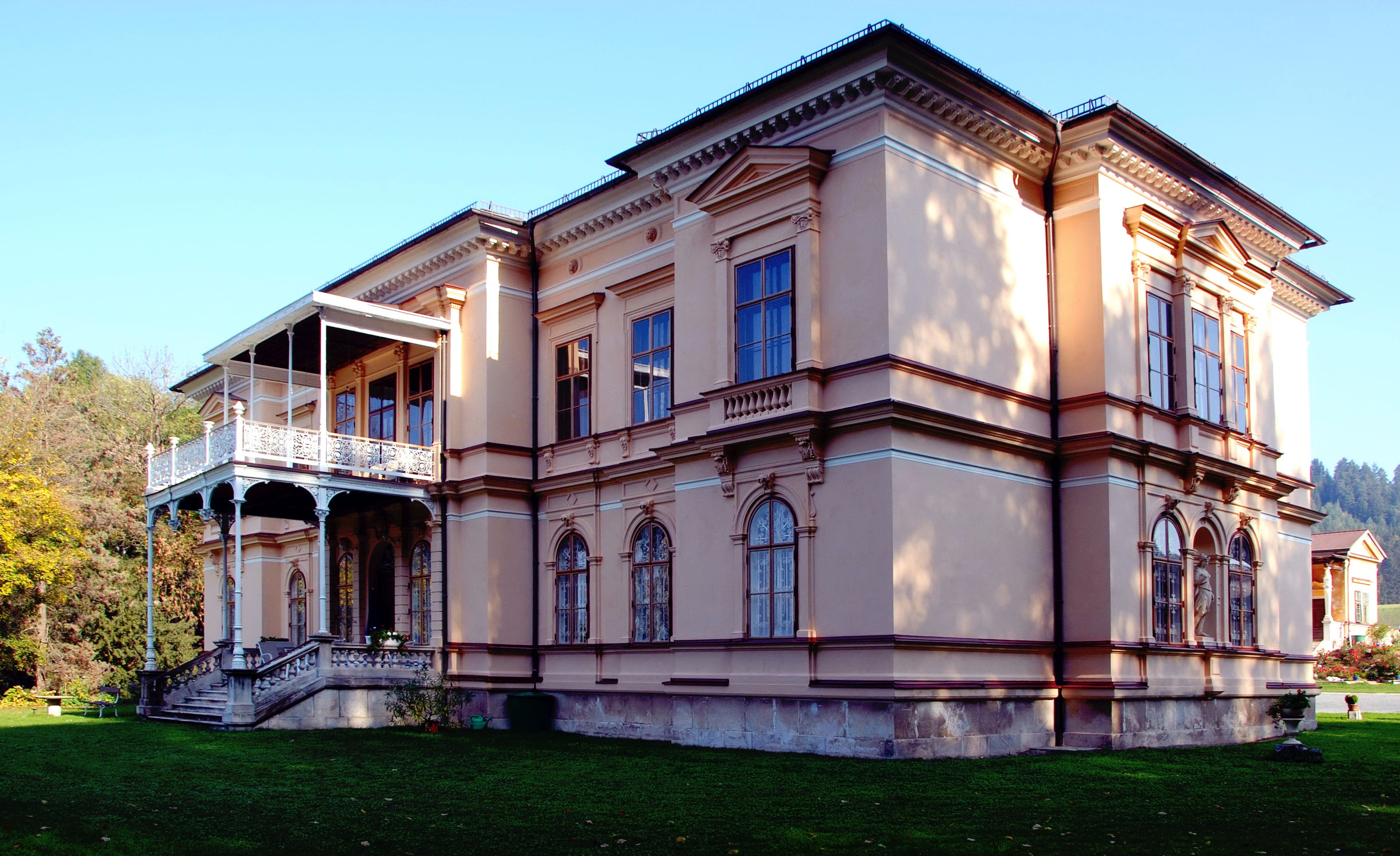
Schloss Rottenstein bei Sankt Georgen am Längsee

Gustava Aloisia wurde als zweite Tochter des Grafen Gustav von Egger und seiner zweiten Frau Karoline Sichl von Oberburg in Treibach in Kärnten geboren. 
Ihr Vater Gustav entstammte dem mächtigen Kärntner Gewerkengeschlecht der Grafen von Egger und war als Eisenindustrieller, Gewerke und Unternehmer tätig. 

### Fortführung der Eisenindustrie
Nach dem Tod ihres Vaters übernahm sie gemeinsam mit ihrer Schwester Caroline Aloisia von Egger und ihren Halbgeschwistern aus der ersten Ehe ihres Vaters dessen Besitzungen in Kärnten. Hierzu zählten unter anderem Schloss Rottenstein sowie das Stift St. Georgen am Längsee.
Am 30. September 1884 heiratete sie Johann Gorton, einen Gurktaler Gutsherren. Die Hochzeit fand in der Kirche Maria Wolschart statt, die ihr Vater Gustav 1843 hatte errichten lassen.
Nach dem frühen Tod ihres Mannes am 4. Juni 1889 heiratete sie eineinhalb Jahre später am 29. Oktober 1890 in Schloss Rottenstein dessen Cousin Wilhelm, einen Gutsbesitzer und Bürgermeister in Straßburg.
Sie verstarb am 17. Juni 1920 in Straßburg und wurde in Weitensfeld im Gurktal neben ihrem ersten Mann Johann beigesetzt. Das von ihr mit in die Ehe gebrachte Schloss Rottenstein befindet sich bis heute im Besitz der Familie Gorton.